# Stopnie zagrożenia lawinowego

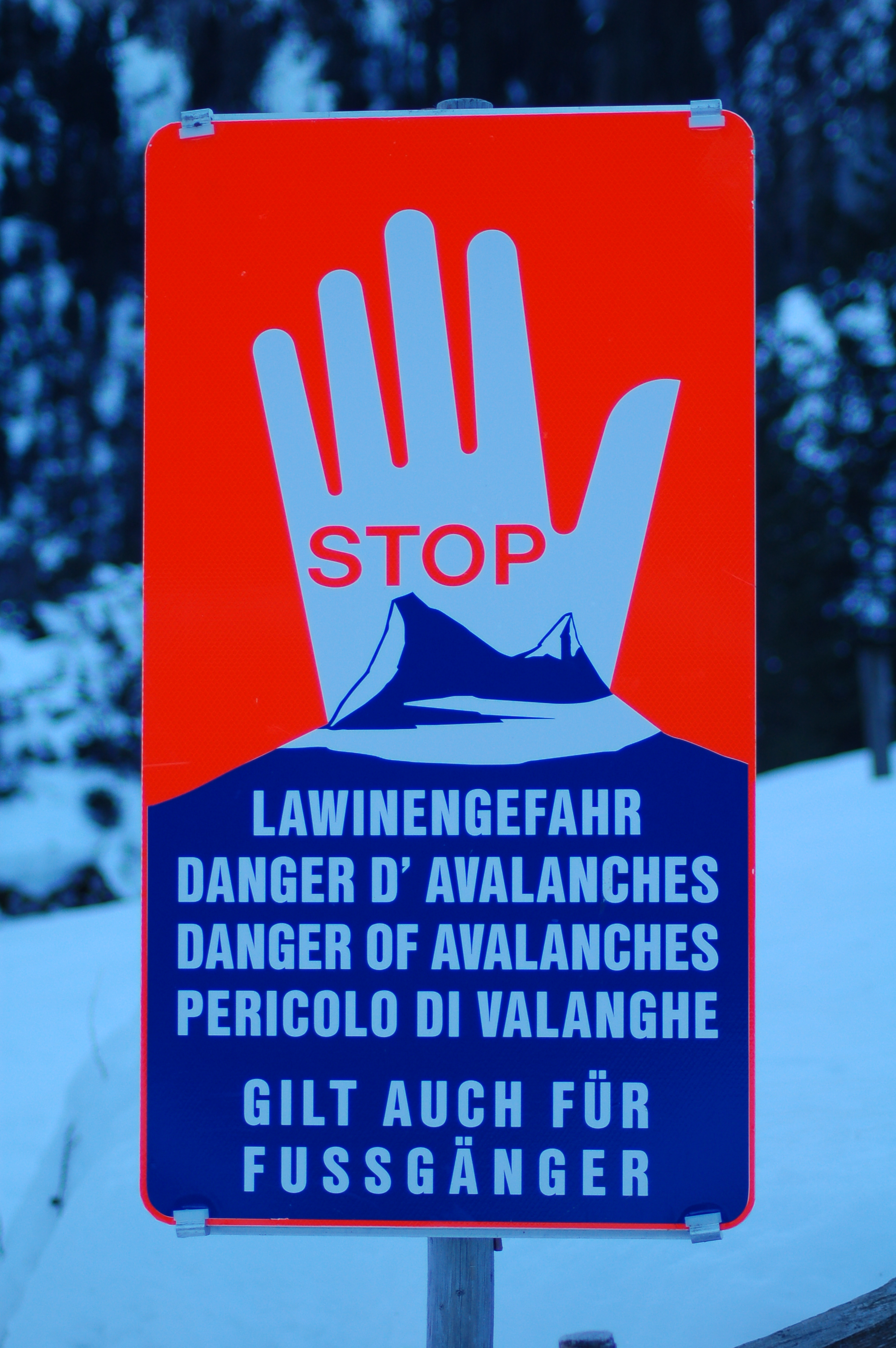
Znak w Austrii ostrzegający przed lawiną

Stopnie zagrożenia lawinowego – pięciostopniowa skala służąca do oznaczenia prawdopodobieństwa zejścia lawiny w górach. Skala jest powszechnie stosowana w ratownictwie międzynarodowym – obowiązuje również w Polsce. Stopnie zagrożenia ogłasza się w komunikatach (raportach) lawinowych, publikowanych w lokalnych i ogólnopolskich środkach przekazu (radio, telewizja, prasa). Symbole graficzne decyzją Ministerstwa Spraw Wewnętrznych wprowadzono w roku 2011.
Ujednolicenie skal zagrożenia lawinowego nastąpiło podczas zjazdu europejskich ostrzegawczych służb lawinowych w Wilbad Krenth w 1993. Polską regulację prawną zapisano w rozporządzeniu Rady Ministrów z 6 maja 1997 roku. Przy sporządzaniu komunikatu bierze się pod uwagę stabilność pokrywy śnieżnej oraz prawdopodobieństwo samoistnego i mechanicznego wyzwolenia lawiny.

## Stopnie zagrożenia

### I stopień (niski)
Przez dłuższy czas brak opadów, stabilna i dobrze związana pokrywa śnieżna – mechaniczne zejście lawiny jest możliwe przy bardzo dużym nacisku (np. grupa narciarzy) na pokrywę na skrajnie stromych stokach (kąt nachylenia powyżej 40 stopni). Możliwe samoistne występowanie małych lawin. Bezpieczne warunki do uprawiania narciarstwa i turystyki pieszej, choć bardzo strome stoki należy przechodzić pojedynczo. Zaleca się unikanie żlebów i depresji. 

### II stopień (umiarkowany)
Pokrywa śnieżna średnio związana – zejście lawiny jest możliwe przy znacznym obciążeniu na bardziej stromych stokach (kąt nachylenia powyżej 35-40 stopni). Małe lawiny mogą schodzić samorzutnie. Poruszanie się wymaga doświadczenia.

### III stopień (znaczny)
Pokrywa śnieżna słabo związana na niektórych stromych stokach (kąt nachylenia powyżej 30 stopni) – mechaniczne zejście lawiny może spowodować pojedynczy człowiek i to z dużej odległości. Należy omijać niebezpieczne miejsca (na przykład stoki z nawianym śniegiem). Zaleca się unikanie wyjścia poza naturalną granicę lasu (w teren wysokogórski). Powinno się korzystać z usług profesjonalnego przewodnika. Istnieje ryzyko samorzutnego zejścia średniej lawiny. 

### IV stopień (wysoki)
Pokrywa śnieżna słabo związana na większości stoków stromych – duże lawiny mogą występować samoistnie. Należy poruszać się jedynie po bezpiecznych szlakach i trasach, choć zaleca się zaniechanie wyjścia w góry, zwłaszcza osobom niedoświadczonym. Wychodzącym w góry zaleca się pozostawanie w granicach średnio nachylonych stoków

### V stopień (bardzo wysoki)
Pokrywa śnieżna słabo związana na wszystkich stokach (chwiejna) – lawiny występują samoistnie również na stokach o nachyleniu do 30 stopni. Poruszanie się w terenie zazwyczaj jest niemożliwe, bezwzględnie zaleca się niewychodzenie w góry.

## Oznaczenie
W Polsce przyjęto następujące oznaczenia:

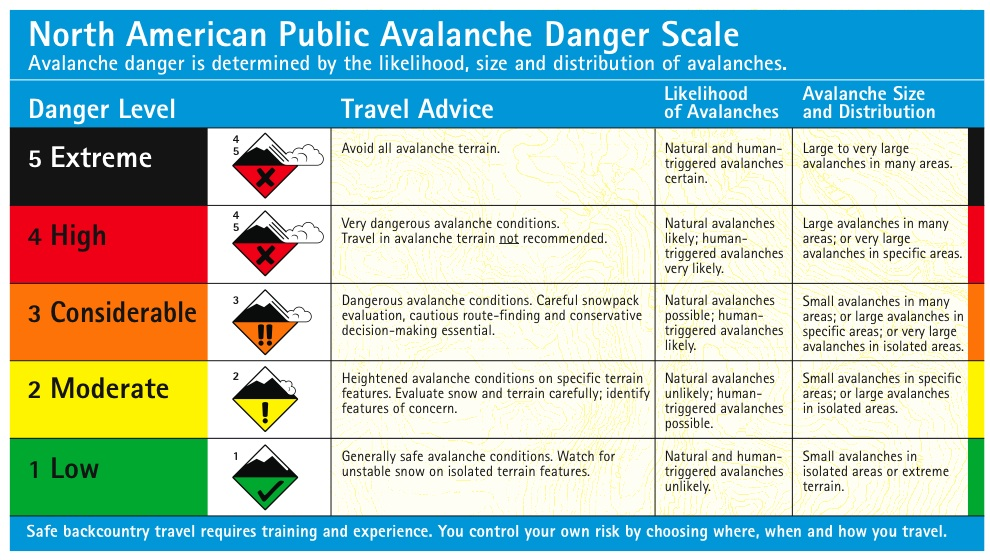
Oznaczenia amerykańskie – podobne piktogramy obowiązują obecnie w Polsce

| Znak | Stopień           |
| ---- | ----------------- |
|      | 1 – niski         |
|      | 2 – umiarkowany   |
|      | 3 – znaczny       |
|      | 4 – wysoki        |
|      | 5 – bardzo wysoki |